# Tunnel du Vispertal
Le tunnel du Vispertal (en allemand Vispertaltunnel) est un tunnel routier à un tube faisant partie du contournement de Viège dans le canton du Valais en Suisse. D'une longueur de 3 260 mètres, il est ouvert à la circulation depuis 1997. Dans le cadre de la prolongation de l'autoroute A9 en Haut-Valais, une partie du tunnel est intégrée au tube sud du tunnel de Viège (2019), élément central, avec le tunnel d'Eyholz (2018), du contournement de Viège.

## Situation

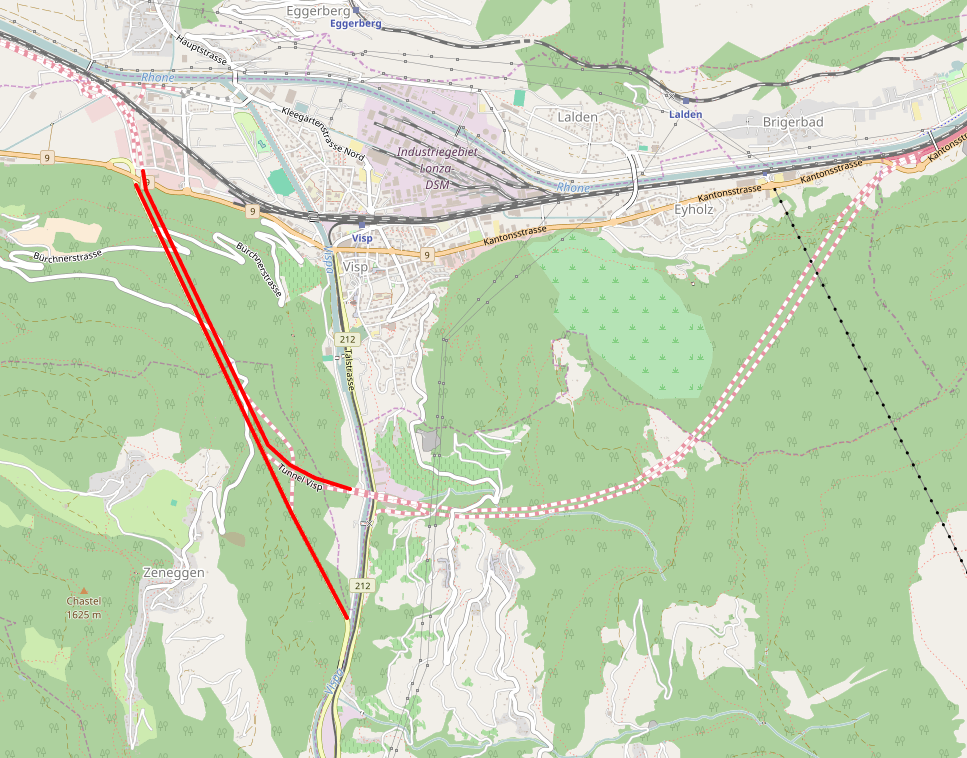
Le tunnel du Vispertal (tunnel rectiligne) connecté au tunnel de Viège

Le tunnel permet aux véhicules en provenance de Suisse romande de contourner Viège pour atteindre, en amont de la vallée de Viège (Vispertal), les stations touristiques de Zermatt et Saas-Fee.
Le portail nord (Schwarzen Graben) se trouve à l'ouest de Viège dans la vallée du Rhône. Il est connecté à la route principale 9, ici également parcours de la route européenne 62.
Le portail sud se situe dans la vallée de Viège sur le territoire communal de Zeneggen. Après avoir traversé la Vispa, la route rejoint la route principale 212 qui remonte la vallée depuis Viège en direction de Saas-Fee. Depuis Stalden la H213 rejoint Täsch, qui constitue le terminus pour les véhicules de touristes et d’où il est nécessaire de prendre le Matterhorn-Gotthard Bahn pour atteindre Zermatt.
La partie aval du tunnel (1 694 m) a été intégrée au tube sud du tunnel de Viège de l'autoroute A9, en direction Brigue. La demi-jonction, nouvellement construite, est constituée de 3 embranchements souterrains, d’un tunnel de chevauchement et de l'autre partie du tunnel existant (1 244 m) qui fait office de sortie (Vispertäler) en direction de Saas Fee.
Lors de la mise en service du tunnel en 2019, le tunnel sera relié à la H9 par la jonction Visp de l'A9 en aval du tunnel et non plus directement.

## Historique

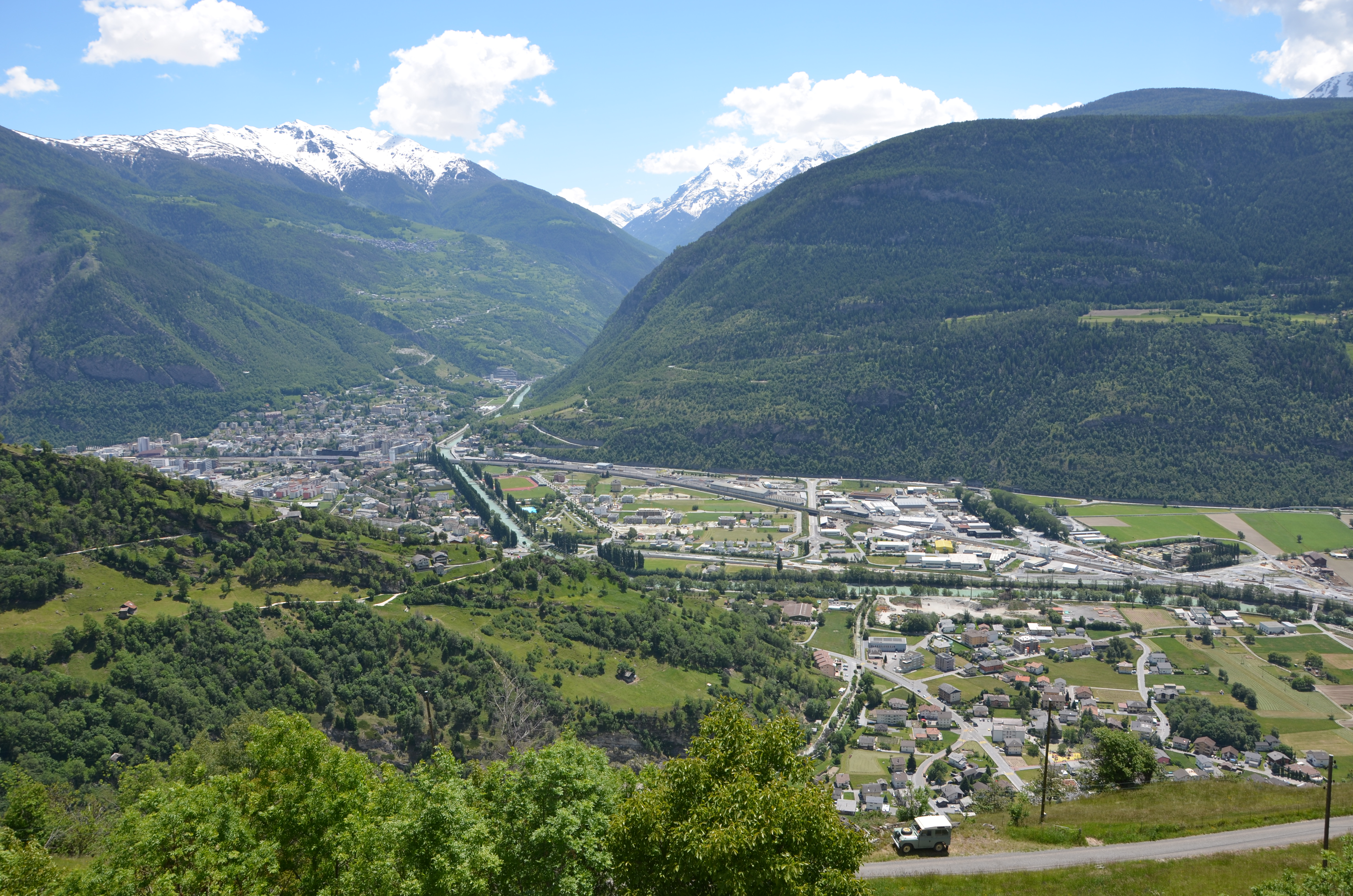
Le tunnel contourne Viège pour rejoindre le Vispertal en traversant le flanc de montagne boisé à droite de la photo.

## Caractéristiques
Le tunnel à un tube bidirectionnel mesure 3 260 mètres de long, à une section de 70 m2 et a nécessité l'excavation de 244 500 m3 de roche magmatique.